# Oliver Twist (personaje)
Oliver Twist es el protagonista de la novela homónima de 1838 escrita por Charles Dickens. Fue el primer niño que protagonizó una novela inglesa.

## Historia
En la novela, Oliver nace en una workhouse de una ciudad no identificada, pero su madre, soltera, muere al dar a luz. La vieja Sally, que se encuentra presente en el alumbramiento, se queda un medallón y un anillo de la moribunda. Bumble, encargado de la casa taller, da el nombre de Oliver Twist al recién nacido, que es bautizado y enviado a un orfanato dirigido por la Sra. Mann hasta que cumple nueve años, momento en que lo devuelven a la casa taller.
Los huérfanos de la workhouse pasan mucha hambre, y deciden echar a suertes quién pedirá más gachas. La suerte recae sobre Oliver, que tras la cena, se acerca al encargado y le hace su famosa petición: «Por favor, señor, quiero un poco más». Esto le recaba ser tildado de problemático, por lo que lo ofrecen como aprendiz a cualquiera que lo tome a su cargo. Oliver se coloca en la funeraria del Sr. Sowerberry, pero se pelea con Noah Claypole, un chico de más edad que también trabaja en la empresa, porque este se burla de la madre muerta de Oliver. El niño recibe una paliza por la agresión, pero consigue escapar y huye a Londres.
En la capital, Oliver conoce a Jack Dawkins, «El Pillastre», que le ofrece un lugar donde alojarse, y así conoce a Fagin y a su banda de niños ladrones. Oliver, inocentemente, marcha a «trabajar» con Jack y Charley Bates, pero descubre la verdadera naturaleza de su «trabajo» cuando sus compañeros roban la cartera de un caballero. Cuando el caballero, el Sr. Brownlow, se da cuenta de que le están robando, cree que Oliver es el ladrón, y el niño es perseguido, capturado y detenido. Aparece un testigo que exculpa a Oliver, que ha resultado herido en la persecución, y Brownlow se lleva al niño a casa, donde lo tratan con gran cariño. Cuando ya se ha curado, Brownlow envía a Oliver a hacer un pago de 5£ a un comerciante local y a devolver unos libros. Pero el niño es capturado por Nancy y Bill Sikes, que fingen ser sus hermanos, y lo devuelven a la guarida de Fagin. No obstante, Nancy acaba por traicionar a Fagin y Sikes, arrepentida de haber colaborado en robarle a Oliver la oportunidad de una vida mejor.
Brownlow, convencido de que Oliver ha huido con el dinero, supone que el chico siempre ha sido un ladrón, y todavía se convence más cuando Bumble, en respuesta a un anunció que Brownlow ha puesto en el periódico para pedir información sobre Oliver, da una descripción muy desfavorable del niño, aunque Brownlow sigue aferrado a una pequeña esperanza de que no sea cierta.
Mientras tanto, Fagin fuerza a Oliver a unirse a Sikes en un intento de robo en una casa rural, ya que necesitan a un niño pequeño que pase por una ventana y abra la puerta para que entre Sikes. Pero el robo fracasa y en la huida, Oliver recibe un disparo. En la casa de los Maylie, la que intentó robar, lo cuidan hasta que se recupera, y él cuenta su historia a la viuda Sra. Maylie, a su hijo Harry, a su hija adoptiva Rose y al Dr. Losberne. Oliver ayuda a cuidar de Rose cuando cae enferma.
Oliver conoce a un hombre misterioso, el Sr. Monks, que resulta ser Edward Leeford, el hermanastro del niño. Monks se une a Fagin para intentar volver a capturar a Oliver y conducirlo a una vida delictiva, para quedarse la herencia que le corresponde, y cuya existencia Oliver ignora. Nancy, que sigue sintiendo compasión por Oliver, escucha los planes de Fagin y Monks y se los cuenta a Rose Maylie, con la esperanza de frustrarlos. Rosa contacta a Brownlow y le cuenta la verdad sobre Oliver, para gran alivio del caballero. También informa al Dr. Losberne y a otras personas para proteger al pequeño.
Mientras tanto, Bumble se ha casado con la matrona de la workhouse, la Sra. Corney. La mujer atendió a la vieja Sally en su lecho de muerte, y sustrajo el medallón y el anillo que la fallecida había quitado a la madre de Oliver tras su muerte. Monks compra estos objetos a los Bumble y los arroja al río Támesis, con la esperanza de que al destruirlos, la verdadera identidad de Oliver siga siendo desconocida. 
Brownlow y Rose Maylie se encuentran en el puente de Londres con Nancy, que les dice cómo encontrar a Monks. No obstante, Fagin ha hecho seguir a Nancy, y creyendo que ha revelado sus secretos, le cuenta a Sikes que la joven les ha traicionado. Sikes asesina brutalmente a Nancy, y luego huye al campo. Pero los vecinos y varios de los miembros de la propia banda de Fagin descubren el asesinato y furiosos, llaman a la policía. Sikes muere al caer al vacío cuando estaba a punto de ser capturado.
Entonces se revela que Oliver es hijo ilegítimo de un hombre rico llamado Edwin Leeford y su amante, Agnes Fleming. Leeford también tuvo otro hijo, Edward (Monks), de un anterior matrimonio fracasado. Tras seducir a Agnes, Leeford murió, dejando un testamento en el que hacía heredero de su patrimonio al hijo que esperaba la joven si «en su minoría de edad nunca hubiera manchado su nombre con ningún acto público de deshonor, maldad, cobardía o villanía», en cuyo caso la fortuna sería para Monks. Brownlow ─que era el mejor amigo y confidente de Edwin Leeford─ cede la mitad de la fortuna de Oliver a Monks con la esperanza de que empiece una nueva vida. Monks huye a las Américas, donde rápidamente derrocha el dinero y muere en prisión.
Rose se casa con Harry Maylie tras saberse que es la hermana menor de Agnes Fleming, y por tanto, tía de Oliver, y que fue adoptada por la familia Maylie después de la muerte de sus padres. Oliver recibe su herencia y es adoptado por Brownlow, en un convencional final feliz de la novela.

## Oliver y la influencia de las circunstancias
En las obras de Dickens es muy común su discurso sobre la situación social de Inglaterra en el siglo XIX. Oliver es ejemplo de un personaje que representa un grupo social más general: los pobres. En la época, se suponía que los pobres eran corruptos y pervertidos, y como resultado, no podían salir del bajo estrato social que ocupaban. No obstante, la gente no es perversa de forma innata, ni los pobres tienen por qué ser incapaces de salir de la pobreza. A menudo existen factores externos que contribuyen a la rigidez de la estructura social, sobre todo en ese lugar y siglo, dada la naturaleza del Ley de Enmienda a la Ley de Pobres de 1834, que en parte dio a los más necesitados peores condiciones de vida ─workhouses─, presumiblemente para incitarles a escalar a clases sociales más altas, donde las condiciones no eran tan duras. El simbólico retrato que hace Oliver de la pobreza demuestra que las circunstancias tienen un impacto mucho mayor en la situación de una persona que la maldad o la corrupción innata.
Oliver nace en un asilo para indigentes (workhouse), e inmediatamente queda huérfano. Pertenece a la forma de vida más humilde de Inglaterra: vive en una casa sucia, come escasas raciones de gachas y trabaja largas jornadas. Su destino, a lo largo de la novela, queda decidido en su mayor parte por fuerzas externas: le escogieron el lugar de nacimiento, sus cuidadores lo alimentan mal y lo tratan con dureza y frialdad, y lo obligan a trabajar desde la infancia. Sowerberry, el enterrador, lo toma como aprendiz. Oliver llora de camino a su nuevo trabajo, probablemente al darse cuenta de su falta de control sobre su propia vida. Todas estas acciones se le imponen, y él se limita a sufrir sus efectos. Si se observan la conducta y los gestos de Oliver, puede verse que el niño es el epítome de la inocencia y la pureza. Mientras los demás personajes pobres hablan un inglés vulgar y áspero, el discurso de Oliver es el de una persona educada, como se pone de manifiesto en su primer contacto con el Pillastre:

Pillastre: ¡Hola, compañero! ¿Qué te pasa? 
Oliver: Tengo mucha hambre y estoy rendido. He hecho un viaje muy largo: siete días hace que ando. 
 
Pillastre: ¿Andando siete días? Comprendo, compañero, comprendo. Cosas de algún plumífero, ¿verdad? ¡Vaya! ¿Acaso ignoras lo que es un plumífero, mi cándido compañero?  
Además, en apariencia, los límites morales de Oliver le mantienen permanentemente a salvo de la inmoralidad. Solo cuando conoce al Pillastre y a Fagin parece tomar las riendas de su vida, pero incluso entonces se ve sometido a una negativa influencia por parte de la banda de ladronzuelos.
El hecho de que Oliver se una a la banda respalda el argumento de que los pobres no son siempre malos, sino que se ven forzados a buscar formas cuestionables de ganarse la vida. Oliver no es un ladrón, pero se ve incriminado en varias ocasiones, lo que sugiere que al ser pobre, su desviación es innata. Estas incriminaciones proceden de su entorno. Fagin y sus secuaces lo quieren mantener como ladrón en Londres, por lo que Nancy y Sikes lo devuelven con Fagin después de que el chico lleve una temporada viviendo con Brownlow, lo que induce a este último a creer que Oliver nunca ha dejado de ser un ladrón. Bumble arroja más información negativa sobre el niño, y Monks intenta forzarle a la delincuencia para despejar su propio camino hacia la herencia del padre de ambos. No obstante, el lector sabe que toda esta información incriminatoria es falsa. Es probable que los lectores de la época también fueran capaces de captar las diferencias fundamentales entre Oliver y sus compañeros: Oliver no es como los demás, y por tanto representa el argumento de que los pobres son personas normales que en ocasiones se ven obligados a aceptar medios inmorales de supervivencia.
La historia de Oliver satisface las expectativas de las clases medias y altas, en el sentido de que las «personas inherentemente malas», como los pobres, no tienen la fuerza moral para vencer por sí mismos a la miseria (con el personaje de Ebenezer Scrooge de Cuento de Navidad se ha hecho una conexión malthusiana similar). Oliver se observa bajo este prisma, y constantemente se le acusa de ser un malvado, cuando lo cierto es que no ha hecho nada malo. De hecho, Oliver es la antítesis de este supuesto, ya que resulta ser la encarnación de una resoluta moralidad. Esta sólida fibra moral lo mantiene puro, incluso después de haberse expuesto a la delincuencia. Todas estas influencias que actúan contra Oliver, aunque él se mantiene honrado e inocente, sugieren el impacto en su vida de fuerzas externas, y no de algún tipo de rasgo predeterminado. Si Oliver hubiera nacido en una situación distinta, como por ejemplo en una familia acomodada, también podría haber sido corrupto o desviado de forma innata, pero las circunstancias le hubieran proporcionado una trayectoria muy distinta a la del asilo para indigentes.